# Вірджинія (Іллінойс)
Вірджинія (англ. Virginia) — місто (англ. city) в США, в окрузі Кесс штату Іллінойс. Населення — 1514 особи (2020).

## Географія
Вірджинія розташована за координатами 39°57′8″ пн. ш. 90°12′40″ зх. д. / 39.95222° пн. ш. 90.21111° зх. д. (39.952159, -90.211084).  За даними Бюро перепису населення США в 2010 році місто мало площу 3,20 км², з яких 3,05 км² — суходіл та 0,15 км² — водойми.

## Демографія
Згідно з переписом 2010 року, у місті мешкало 1611 особа в 679 домогосподарствах у складі 415 родин. Густота населення становила 504 особи/км².  Було 752 помешкання (235/км²).
Расовий склад населення:
| - 97,9 % — білих - 0,6 % — чорних або афроамериканців - 0,2 % — корінних американців - 0,2 % — азіатів |

До двох чи більше рас належало 0,9 %. Частка іспаномовних становила 2,2 % від усіх жителів.
За віковим діапазоном населення розподілялося таким чином: 21,8 % — особи молодші 18 років, 59,3 % — особи у віці 18—64 років, 18,9 % — особи у віці 65 років та старші. Медіана віку мешканця становила 43,5 року. На 100 осіб жіночої статі у місті припадало 93,4 чоловіків;  на 100 жінок у віці від 18 років та старших — 88,2 чоловіків також старших 18 років.
Середній дохід на одне домашнє господарство  становив 56 115 доларів США (медіана — 46 375), а середній дохід на одну сім'ю — 70 070 доларів (медіана — 58 512). Медіана доходів становила 41 333 долари для чоловіків та 28 382 долари для жінок. За межею бідності перебувало 10,3 % осіб, у тому числі 8,6 % дітей у віці до 18 років та 12,2 % осіб у віці 65 років та старших.
Цивільне працевлаштоване населення становило 620 осіб. Основні галузі зайнятості: освіта, охорона здоров'я та соціальна допомога — 20,6 %, виробництво — 15,6 %, роздрібна торгівля — 12,4 %, публічна адміністрація — 10,0 %.